# Heteronotia
Heteronotia — рід геконоподібних ящірок родини геконових (Gekkonidae). Представники цього роду є ендеміками Австралії.

## Види
Рід Heteronotia нараховує 5 видів:
- Heteronotia atra Pepper et al., 2013
- Heteronotia binoei (Gray, 1845)
- Heteronotia fasciolata Pepper et al., 2013
- Heteronotia planiceps Storr, 1989
- Heteronotia spelea (Kluge, 1963)

## Етимологія
Наукова назва роду Heteronotia походить від сполучення слів дав.-гр. ἑτερος — інший, відмінний і νωτος — спина, зад.